# Garrabost
Garrabost, schottisch-gälisch Gàrrabost, ist ein Weiler auf der schottischen Hebrideninsel Lewis and Harris.

## Lage
Der Weiler liegt auf Lewis, dem Nordteil der Doppelinsel, auf der Halbinsel Point an der Nordostküste von Lewis. Die nächstgelegenen Ortschaften sind die Weiler Knock, in das Garrabost im Südwesten fließend übergeht, Bayble etwa 1,5 Kilometer südlich sowie Shulishader 1,5 Kilometer nordöstlich. Stornoway, der Hauptort der Insel, befindet sich neun Kilometer westlich. Nahe der Nordküste von Point gelegen, liegt Garrabost an der Broad Bay. Die Gebäude von Garrabost ziehen sich im Wesentlichen entlang der bis nach Broker führenden A866 und einer dazu orthogonal verlaufenden Stichstraße zur Küste.

## Geschichte
Die Besiedlung der Umgebung seit der Steinzeit ist durch das Kammergrab Dursainean direkt südlich der Ortschaft angezeigt. In kurzer Entfernung befindet sich der vermutlich spätbronzezeitliche stehende Stein Cnoc nan Dursainean. Das späteisenzeitliche Promontory Fort Dun Mor befindet sich an der Küste am Nordrand der Ortschaft.
Garrabost entwickelte sich als Crofter-Siedlung. Auf der ersten, 1851 aufgenommenen, Karte der Ordnance Survey der Region sind in Garrabost 21 bedachte und zwei unbedachte Gebäude verzeichnet. 1992 waren es 51 bedachte Gebäude. Die schlicht ausgestaltete Knock Church wurde vermutlich im späteren 19. Jahrhundert errichtet. Die Schule Sgoil an Rubha in Garrabost entstand 2011 durch Zusammenlegung der Schulen von Aird, Knock und Bayble.